# Okny
Okny (ukrainien : Окни, russe : Окны) est une commune urbaine de l'oblast d'Odessa, en Ukraine. Elle compte 5 145 habitants en 2021. Son nom vient du moldave Okny qui signifie « ruisseaux ». La bourgade est le chef-lieu administratif du raïon d'Okny. Elle se trouve au bord de la petite rivière Yagorlyk, affluent gauche du Dniestr.

## Histoire
AU XIXe siècle, le village fait partie du domaine des princes Gagarine, de la branche du prince Evgueni Gagarine, diplomate et immense propriétaire foncier. Le village porte le nom d'Okna jusqu'en 1920, puis devient Krasnye Okny (Okny rouges).
Pendant la Grande Guerre patriotique (1941-1945), le village subit l'occupation allemande et roumaine.
En 1989, il comprenait 5 832 habitants. Les coopératives de machines agricoles et d'engrais sont privatisées en 1995.
AU 1er janvier 2013, la population de la commune comprenait 5 378 habitants.
La commune est appelée Okny depuis le 19 mai 2016.